# Huracà de Galveston (1900)
Huracà de Galveston de 1900 va recalar a la ciutat de Galveston, Texas, el 8 de setembre de 1900. S'estimà que els vents durant la recalada van ser de 217 km/h, convertint-lo en una huracà de Categoria 4 en l'escala d'huracans de Saffir-Simpson.

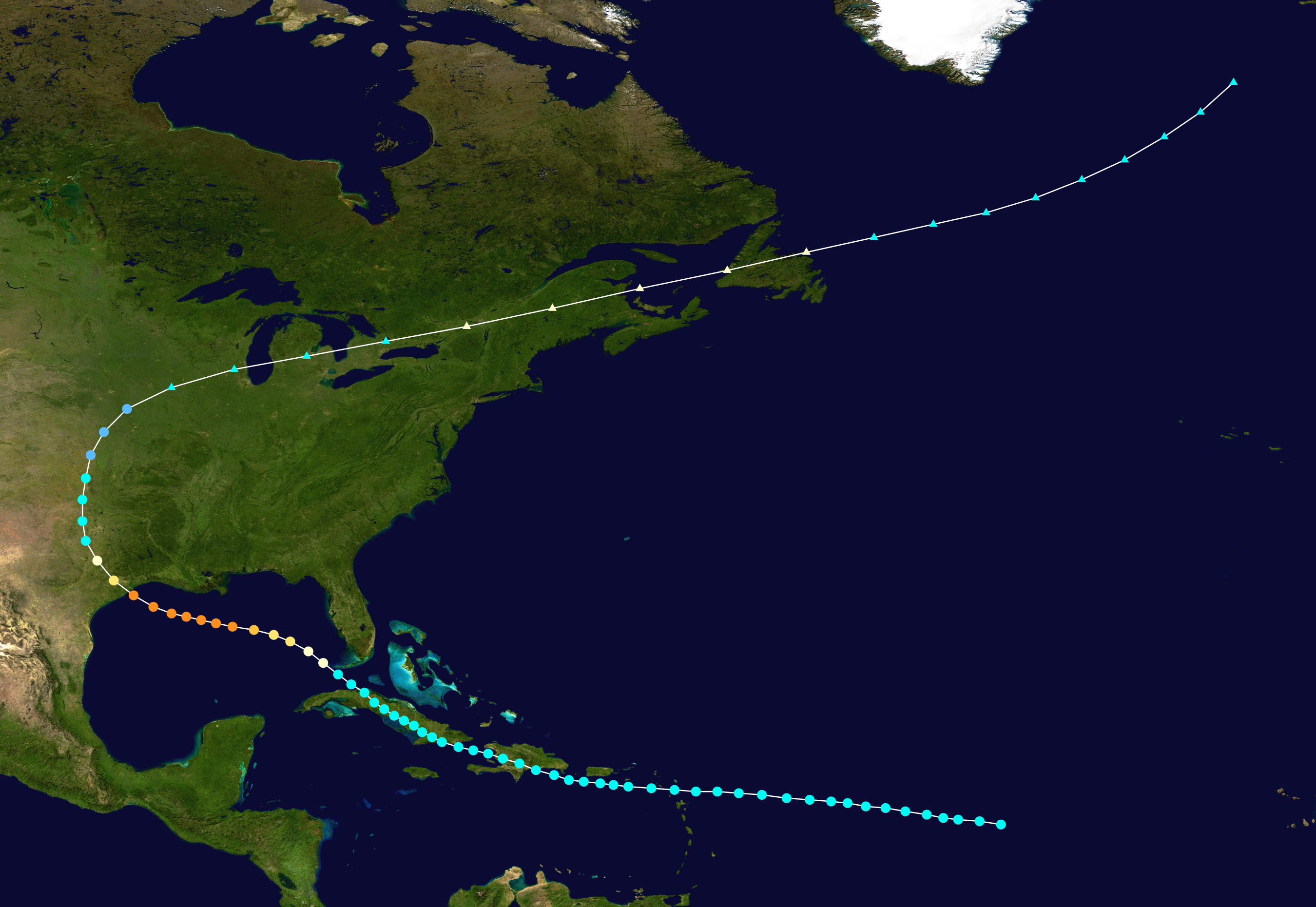
Trajectòria de la tempesta